# Calamus zeylanicus
Calamus zeylanicus är en enhjärtbladig växtart som beskrevs av Odoardo Beccari. Calamus zeylanicus ingår i släktet Calamus och familjen Arecaceae. Inga underarter finns listade i Catalogue of Life.